# Association libre des syndicats allemands

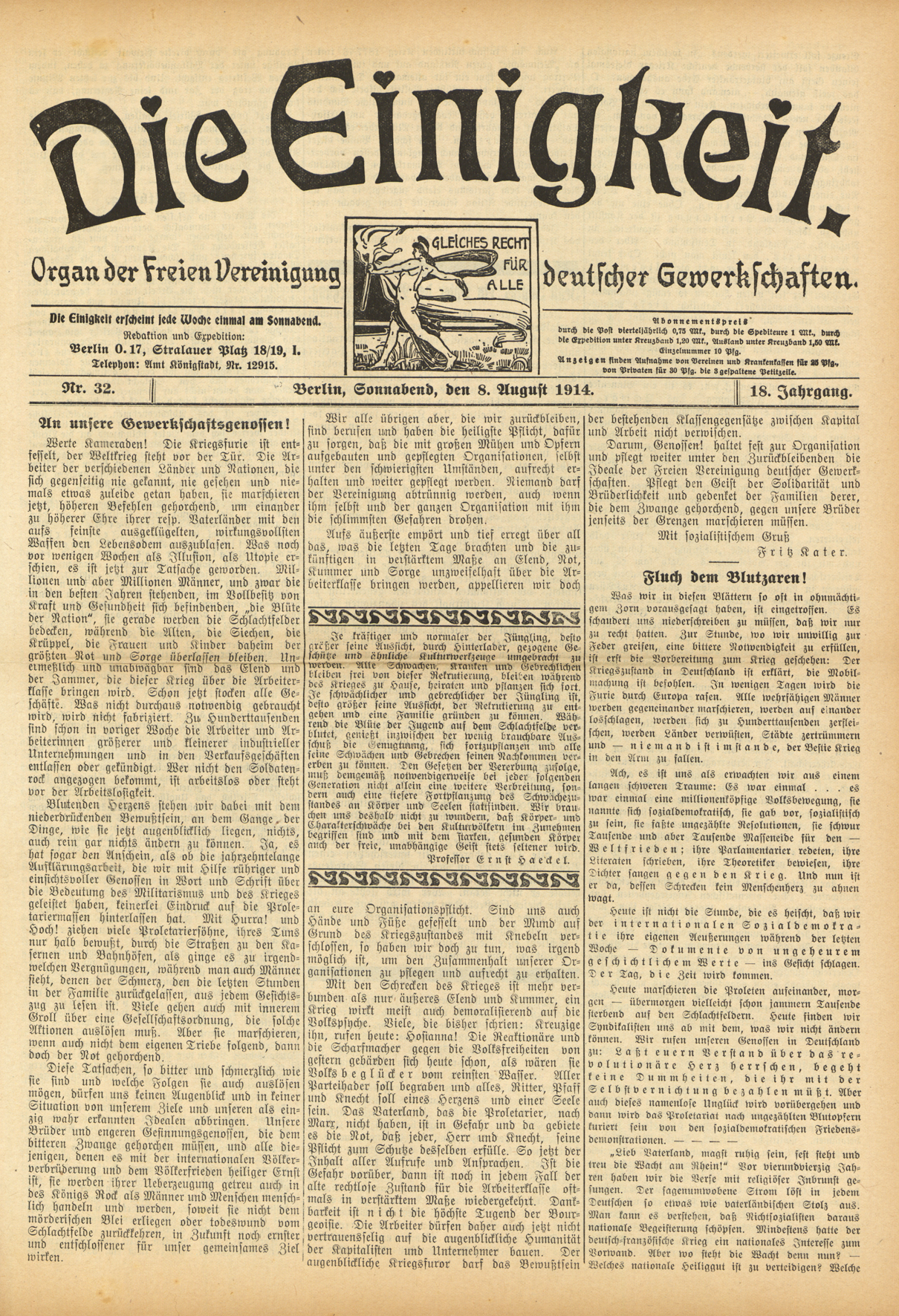
Dernier numéro du journal Die Einigkeit, organe de la FVdG, le 6 août 1914

L’Association libre des syndicats allemands (Freie Vereinigung deutscher Gewerkschaften ou FVdG en allemand) est une association syndicale un peu plus radicale en comparaison aux syndicats libres, durant l'Empire allemand et au début de la République de Weimar. Elle est fondée en 1897 à Halle d'abord sous le nom de Centre des hommes de confiance d'Allemagne (Vertrauensmänner-Zentralisation Deutschlands) comme organisme coordonnateur du courant localiste du mouvement ouvrier allemand. Les localistes s'opposent à la centralisation des syndicats après la fin des lois antisocialistes en 1890 pour revenir à une démocratie à la base. Différents projets de financement sont essayés jusqu'en 1903 où l'on se met d'accord sur un système de solidarité volontaire laquelle prendra le nom d'Association libre des syndicats allemands.
Elle adopte une attitude radicale. Lors du débat pour la grève massive du mouvement ouvrier allemand, la FVdG défend l'idée que la grève générale doit être une arme pour la classe ouvrière, la dernière étape avant la révolution socialiste, et devient de plus en plus critique du parlementarisme. Les conflits avec les autres syndicats aboutissent à l'exclusion du FVdG du SPD en 1908 et à une rupture définitive entre les deux organisations. Les positions anarchistes et syndicalistes gagnent au sein de la FVdG. Pendant la Première Guerre mondiale, la FVdG refuse la Burgfrieden, l'entente entre les syndicats et le gouvernement allemand, mais ne constitue pas une opposition importante ni à maintenir ses activités. Après la Révolution allemande de 1918-1919, la FVdG devient une organisation de masse. Elle regroupe les mineurs de la Ruhr qui rejettent le réformisme des syndicats. En décembre 1919, elle s'unit à d'autres petits syndicats et devient l’Union libre des travailleurs d'Allemagne (Freie Arbeiter-Union Deutschlands, FAUD).

## Histoire

### Origines et gestation
Selon Angela Bird et le politologue Hartmut Rübner ainsi que certains des anarcho-syndicalistes plus tard, comme Rudolf Rocker, Carl Hillmann, un typographe et syndicaliste dans les années 1870, est l'initiateur du localisme puis du mouvement anarcho-syndicaliste. Hillmann, au-delà des améliorations de la condition ouvrière, promeut la révolution socialiste et préconise une structure syndicale décentralisée. Pour Hans Manfred Bock, un autre politologue qui a effectué des recherches sur l'histoire de la FVdG, cependant rien n'indique que Hillmann ait influencé la FVdG.

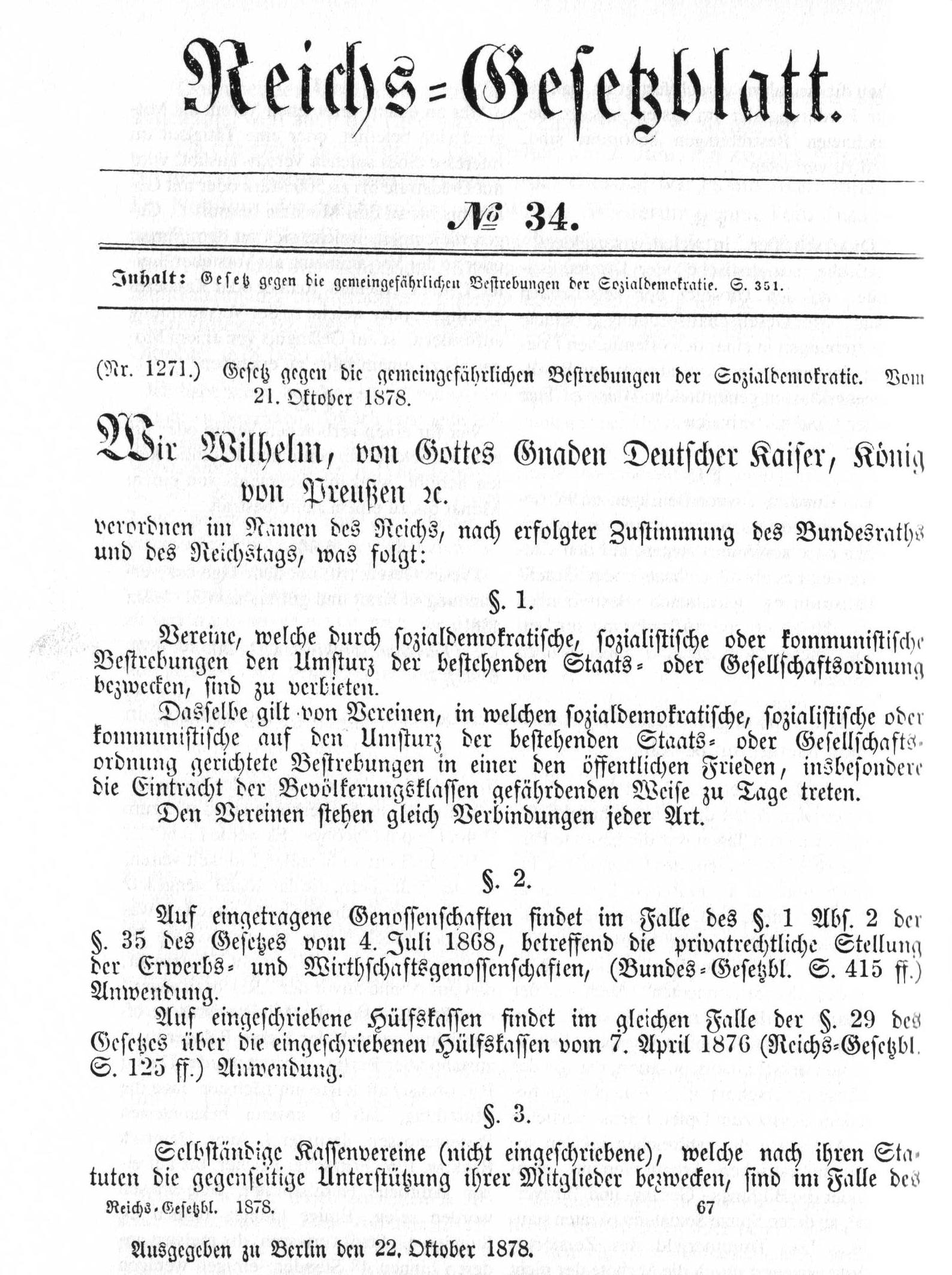
Publication de la première loi antisocialiste en 1878

De 1878 à 1890, tout syndicat ouvrier socialiste est interdit par les lois antisocialistes. Seules de petites organisations locales peuvent avoir lieu, elles communiquent entre elles par des hommes de confiance qui œuvrent dans l'illégalité, car cette forme d'organisation échappe plus facilement à la répression. Après la fin de ces lois en 1890, la Commission générale des syndicats d'Allemagne (de) est fondée le 17 novembre à Berlin pour activer le centralisation du mouvement ouvrier. En 1892, le congrès de Halberstadt se tient pour que se joignent de nombreux syndicats locaux. Les localistes cependant, qui sont 31 000 au moment de ce congrès, veulent conserver quelques-uns des changements créés durant les lois antisocialistes. Par exemple, ils refusent la séparation des questions politiques et économiques, comme d'un côté les partis, de l'autre les syndicats ; ils veulent conserver leurs structures issues de la démocratie de base (de), une mise en réseau de délégués plutôt qu'une gestion centralisée car ils sont méfiants envers la bureaucratie. Leurs propositions sont rejetés à ce congrès, ils refusent de rejoindre les syndicats centralistes qui prennent le nom de syndicats libres. Ils ne s'engagent pas non plus avec la social-démocratie, se considérant eux-mêmes comme une avant-garde dans ce mouvement.
Berlin est un fief des localistes. Maçons, charpentiers et des professionnels du travail des métaux - en particulier celui qui exige un degré plus élevé de qualification, tels que le cuivre ou l'or et l'argent – sont très nombreux. En 1891, ils sont 20 000 ouvriers métallurgistes localistes, autant que dans le syndicat centraliste Fédération allemande des travailleurs de la métallurgie.
En 1897, les localistes fondent lors d'un congrès à Halle leur propre organisation, le Centre des Hommes de confiance d'Allemagne (Vertrauensmänner-Zentralisation Deutschlands). Ce congrès devait avoir lieu l'année précédente mais a dû être reporté faute d'intérêt. 37 délégués représentent 6 803 membres. Près de deux tiers des délégués viennent de Berlin ou de Halle. Près de la moitié des délégués viennent de l'industrie et de la construction, soit plus de 14 professions hautement spécialisées. Le congrès décide d'une commission financière de cinq parties pour organiser des actions politiques, faciliter la communication entre les différents groupes locaux et un soutien financier des grèves. Fritz Kater est président de la commission. Un journal, Solidarität, est créé, il devient l'année suivante Die Einigkeit.
Les décisions des localistes ont une grande portée. Les autres syndicats sont de plus en plus centralistes et réformistes. Les localistes gagnent en confiance après la grève des dockers de Hambourg en 1896 et 1897. La perte de membres, notamment les métallurgistes de Berlin, leur fait penser qu'il faut agir maintenant.

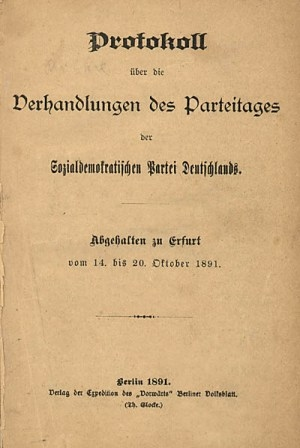
Le programme d'Erfurt.

Le rapport des Vertrauensmänner avec la SPD est ambivalent. D'une part, ils s'allient et soutiennent le programme d'Erfurt. D'autre part, le SPD s'oppose au syndicat et les appelle à aller dans les autres syndicats. Cependant les représentants du SPD font en sorte d'étouffer les tensions, éviter la scission et la perte de membres, tout en voulant les convaincre du centralisme.
Durant les premières années, les Vertrauensmänner discutent, notamment sur le financement des grèves, comment conserver l'autonomie et accepter une aide financière. À l'origine, l'organisation était seulement volontaire. Ce système s'avère peu pratique, surtout lors de grèves qui aboutissent souvent à des lock-out. En 1899, la commission souhaite soutenir une grève à Brunswick et fait un crédit financé par les membres berlinois. L'année d'après, elle obtient 8 000 goldmarks qui servent à différentes grèves. Une partie de la dette est payée par le SPD et le reste est distribué aux syndicats locaux.
Cette pratique est abandonnée en 1900 en faveur d'un système de financement beaucoup plus complexe basé sur les allocations et les dons. L'année suivante, cependant, ce système est abandonné car il s'est avéré peu pratique. Le système mis en place en 1901 demande que chaque section local et chaque commission aient leurs propres fonds. Les groupes locaux reçoivent dans certaines circonstances, le soutien de la caisse centrale, qui est rempli alors par tous les membres à hauteur du nombre de membres dans la section et du niveau de salaire moyen. Ce système n'est pas satisfaisant, car il ne profite pas à certaines sections - en particulier les travailleurs de la construction à Berlin qui gagnent plus mais ont également un coût plus élevé de la vie. Entre 1901 et 1903, de petits syndicats viennent, mais comme partout le nombre d'adhérents baisse après des détournements.
En 1903, l’Association libre des syndicats allemands, le nouveau nom de l'organisation, revient au premier principe de solidarité volontaire et le maintient jusqu'en 1914. La commission s'assure de la participation des sections locales et menace d'exclusion si elles n'apportent pas d'argent pour financer des grèves. Fritz Kater est critique, néanmoins les sections ont bien plus d'autonomie que dans les autres syndicats.

### La création du FvdG et l'exclusion du SPD.
Durant les années 1900, la FVdG prend un système de fédération localiste dans une organisation anarcho-syndicaliste. Ce processus avait démarré après la mort de Gustav Keßler en 1903 et est repris par Raphael Friedeberg.
En 1903, un différend entre la FVdG et les syndicats libres conduit à une tentative de médiation par la direction du parti, des discussions engagées entre les deux ailes du mouvement ouvrier dans le but de la réunification. Lors de cette réunion, des représentants de la FVdG envisagent une série de compromis que d'autres critiquent. Un tiers des membres démissionne. Le Congrès de la FVdG en 1903 choisit un comité pour mener les négociations avec les syndicats libres. Ce comité décide comme condition que les syndicats libres doivent adopter les principes localistes. Cela doit en fait aboutir à l'exclusion des révisionnistes, de ceux qui croient aux thèses de Eduard Bernstein. En mars 1904, la réunification est impossible à cause du rapprochement des syndicats libres avec le SPD. L'importance de la grève générale est posée par la FVdG en 1901. Lors du congrès de la SPD en 1903 à Dresde, Raphael Friedeberg voit sa proposition sur le sujet rejetée. L'année suivante, la proposition d'Eduard Bernstein et Karl Liebknecht pour ouvrir un débat sur ce même sujet est acceptée car elle s'éloigne de celle de Friedeberg.
Pour Bernstein, Liebknecht et la gauche du parti, la grève générale ne doit pas être utilisé pour provoquer l'État, mais seulement pour la défense des droits politiques – en particulier le droit de vote – dans le cas où l'État les attaquerait. La fraction conservatrice est totalement opposée. En 1904, parlant au nom de la FVdG, Friedeberg déclare que la grève générale est une arme du prolétariat et constitue la dernière étape avant la révolution socialiste. En 1905, sa conférence sur le sujet est encore plus radicale. Il affirme que le matérialisme historique, l'un des piliers du marxisme, est responsable de la faiblesse apparente de la social-démocratie et introduit le concept de psychisme historique, que la psychologie humaine est plus importante pour le développement social que les conditions physiques. Il recommande la littérature anarchiste, en particulier les écrits de Pierre Kropotkine, contre ceux de Karl Marx, plus influent au sein de la SPD.
Au cours d'une réunion en février 1906, la direction du parti calme les syndicalistes et promet d'empêcher toute grève générale. La FVdG publie dans Die Einigkeit les protocoles secrets de cette discussion, au grand dam de la direction du parti.

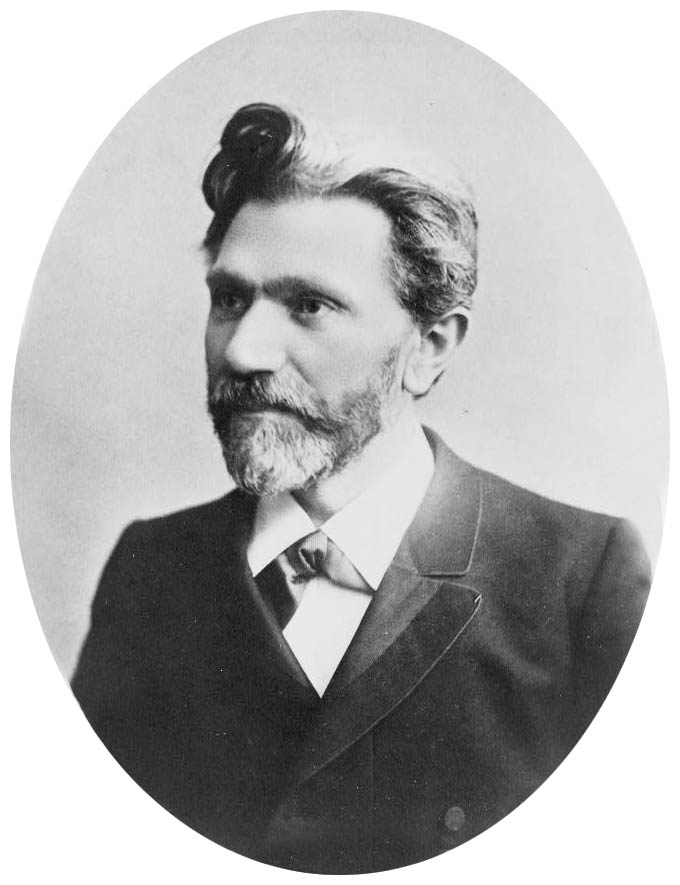
August Bebel

Lors du congrès du parti en 1905, August Bebel, qui a toujours été en faveur d'un renforcement du rôle des syndicats dans le parti, propose une résolution selon laquelle chaque membre du SPD devrait s'engager à adhérer au syndicat centralisée de sa profession respective. Cela contraindrait la FVdG à soutenir soit le parti, soit le syndicat. La résolution est adoptée et appliquée en 1907. Un suffrage interne de la FVdG aboutit à 22 voix contre 8 au refus de l'inclusion dans des syndicats centralisés. Nombre de maçons, charpentiers et ouvriers du bâtiment quittent la FVdG pour éviter l'exclusion du SPD. Selon eux, la FVdG conduirait sur un „chemin qui mène à coup sûr à se battre avec le SPD et vers l'anarchisme et vers le syndicalisme.“ En 1908, le congrès du SPD à Nuremberg adopte une décision incompatible avec la FVdG.
La radicalisation de la FVdG provoque le départ des deux tiers de ses membres entre 1906 et 1910 et à un changement des régions et des corporations de ceux qui restent. Beaucoup de travailleurs de la métallurgie et du bâtiment partent en raison de l'anarcho-syndicalisme. Les mineurs de la Ruhr, environ 450, restent mais sont sceptiques sur les structures bureaucratiques.
Après la séparation du SPD, la FVdG est de plus en plus influencée par l'anarchisme et le syndicalisme français. En 1908, Fritz Kater qualifie la charte d'Amiens, rédigée par la Confédération générale du travail (CGT), de« nouvelle révélation ». Bien qu'il n'y ait aucun contact avec les « intellectuels anarchistes » allemands comme Gustav Landauer et Erich Mühsam, elle a certaines relations avec d'autres comme Andreas Kleinlein et Fritz Köster. Leur influence amènera à la fondation du journal Der Pionier. Ce journal, édité par Fritz Köster a un ton beaucoup plus vindicatif que Die Einigkeit. Cependant cette influence demeure marginale, en particulier chez les membres éminents comme Fritz Kater qui sont sceptiques envers l'idéologie anarchiste.

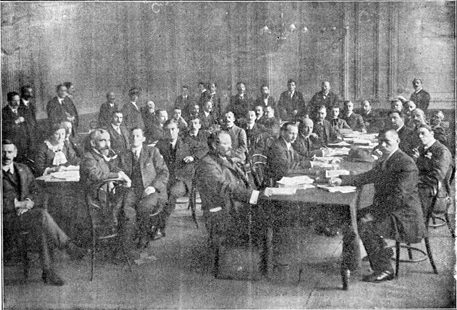
Une réunion du premier congrès syndicaliste international à Londres

Après 1913, avec l'Industrial Syndicalist Education League (en) (ISEL), une organisation britannique présente dans les grèves de 1910, et le Secrétariat national du travail (NAS), syndicat néerlandais, la FVdG montre ses premiers intérêts internationalistes. Mais il y a au début des difficultés d'organisation et la CGT, la plus grande organisation syndicale, refuse de participer car elle est déjà adhérente de la Confédération syndicale internationale de tendance social-démocrate. Le premier congrès syndicaliste international a lieu du 27 septembre au 2 octobre 1913 à Londres, au Holborn Town Hall (en). Outre la FVdG représentée par Karl Roche, Carl Windhoff et Fritz Kater, il y a des groupes de délégués britanniques, suédois, danois, néerlandais, belges, français, espagnols, italiens, cubains, brésiliens et argentins et des liens vers des organismes norvégiens, polonais et américains. Kater est avec Jack Wills (plus tard, Jack Tanner (en)) élu président du Congrès. Le congrès parvient difficilement à un accord sur beaucoup de points, notamment sur la division comme c'est déjà le cas en Allemagne et aux Pays-Bas. La FVdG et les néerlandais sont d'avis que les syndicats doivent choisir entre le syndicalisme et le socialisme, tandis les Français, les Espagnols et les Italiens, comme Alceste De Ambris de l'Unione Sindacale Italiana, ne veulent pas de nouvelles divisions. En conséquence, le congrès se demande si son sens consiste à renforcer les relations entre les organisations syndicalistes ou si une Internationale syndicaliste va diviser. Le différend aboutit en faveur des opposants à une nouvelle organisation, mais il est convenu de mettre en place un bureau d'information. Le siège du bureau sera à Amsterdam et publiera un Bulletin international du mouvement syndicaliste. La plupart des membres, dont De Ambris, considère le congrès comme un succès. Un deuxième congrès est prévu dans deux ans mais n'a pas lieu à cause de la Première Guerre mondiale. Le Bulletin paraît dix-huit fois puis s'arrête avec la guerre.

### La Première Guerre mondiale et refondation

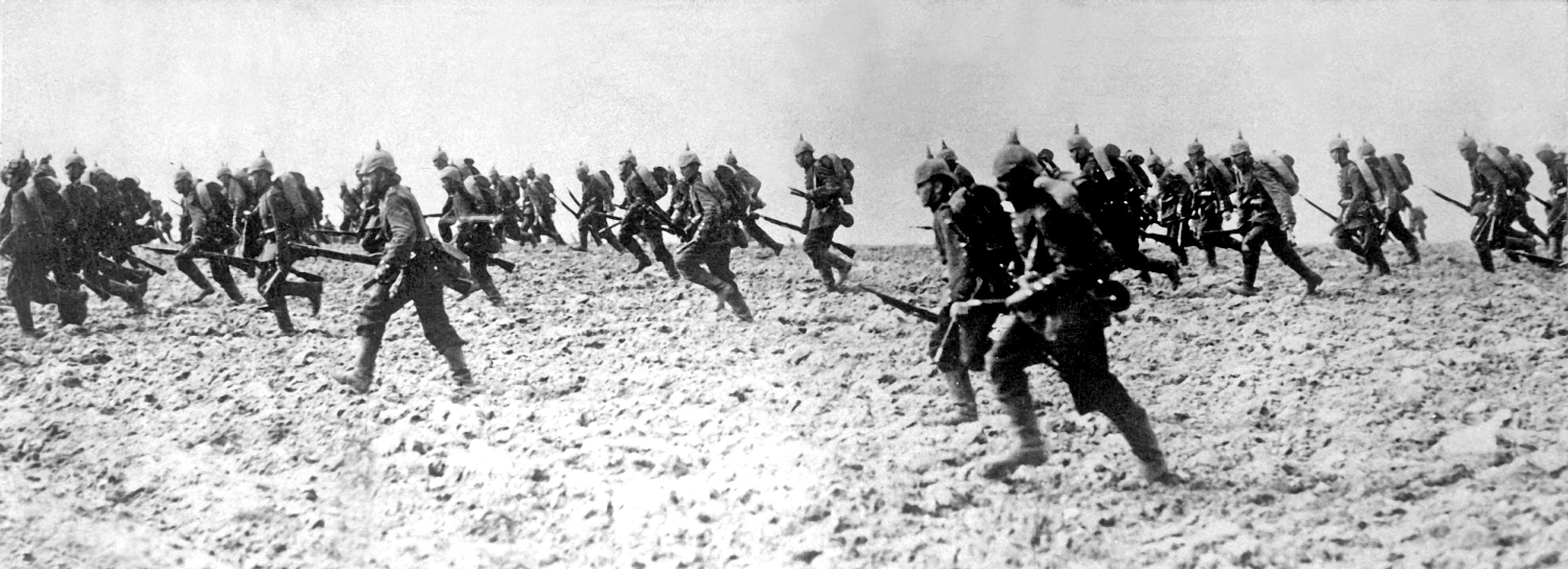
Infanterie allemande le 7 août 1914

À l'approche de la Première Guerre mondiale, la FVdG dénonce la rhétorique du SPD de « non-sens complet ». Au début de celle-ci, le SPD et les syndicats libres signent une Burgfrieden avec l'État allemand. Grâce à cet accord, les structures syndicales demeurent en place et l'État ne fait pas de baisse de salaire. En retour, les syndicats ne font pas de grève et participent à l'effort de guerre. La loi de 1916 sur le secours patriotique entérine les comités d'entreprise ainsi que l'arbitrage paritaire et favorise la coopération entre les employeurs, les syndicats et l'État. Durant la guerre, le salaire moyen baissera de 55 %.
La FVdG en tant qu'organisation de travailleurs refuse la Burgfrieden. Elle affirme que le patriotisme de la guerre est incompatible avec l'internationalisme des prolétaires, et que la guerre amène une exploitation plus intense par le travail. Quand les syndicats libres comme l'Allemagne condamnent la Grande-Bretagne et la Russie pour avoir déclaré la guerre, la FVdG répond que la véritable cause de la guerre est l'impérialisme, qu'on ne connaîtra les coupables qu'à la fin de la guerre. Elle refuse des termes comme "nation" ou "identité nationale", utilisés pour maintenir la guerre et affirme qu'il n'y a pas en Allemagne de langage, d'origines et de cultures bien communs, fondements d'une nation. Dans les journaux liés à la FVdG, on explique que la guerre réfute le matérialisme historique car les masses sont plongées dans une guerre au détriment de leurs propres intérêts.

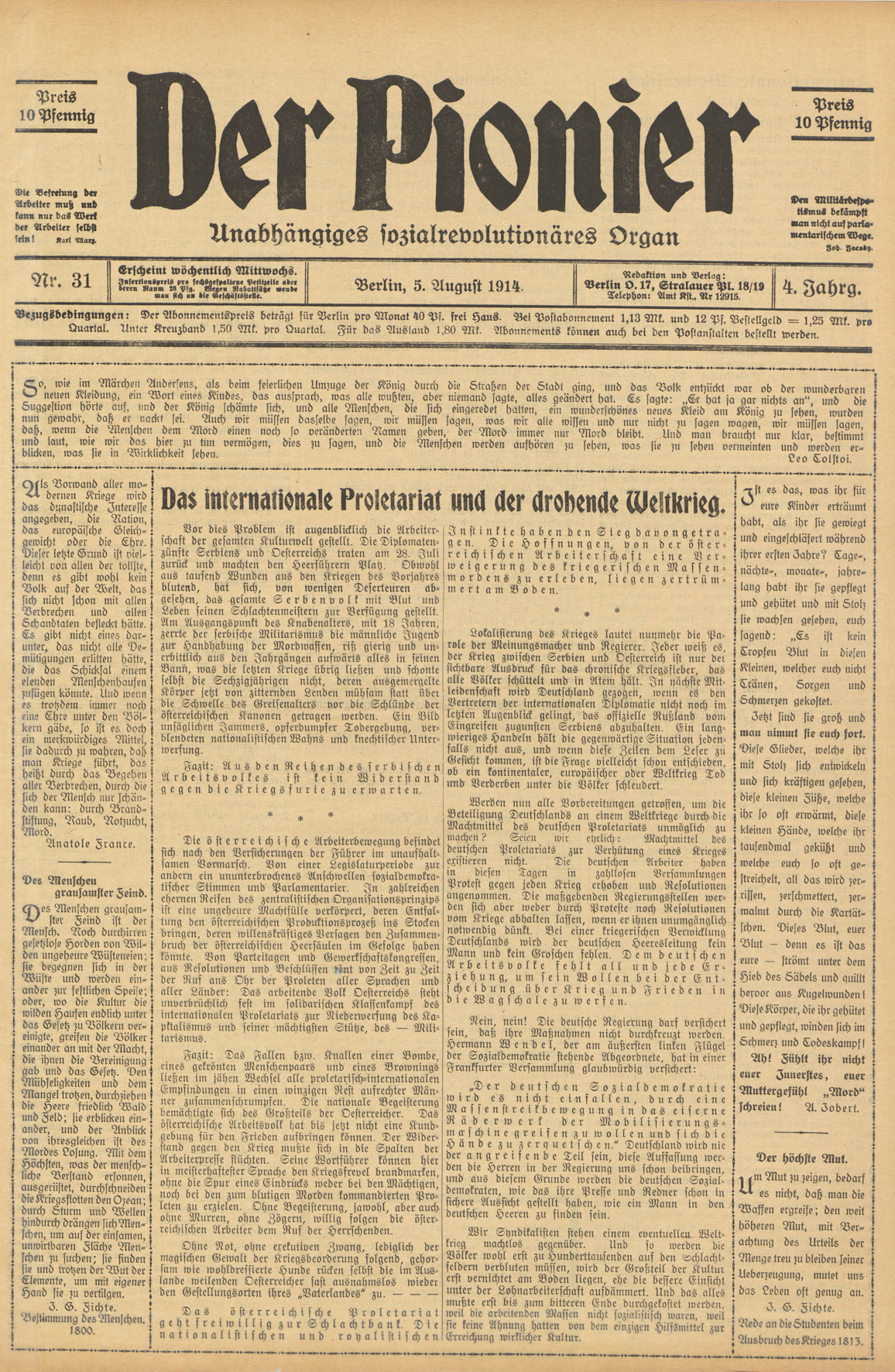
Dernier numéro de Der Pionier

Le 5 août 1914, dans Der Pionier, Fritz Kater et Max Winkler affichent leur antimilitarisme. Le journal est interdit. Trois jours plus tard, Die Einigkeit critique l'attitude du SPD par rapport à la guerre et est lui aussi supprimé. La FVdG réagit en publiant un bulletin d'information hebdomadaire qui est également interdit en juin 1915. Elle refait un bulletin bihebdomadaire jusqu'en mai 1917. Dès les premiers jours de la guerre, des militants de la FVdG sont arrêtés à Cologne, Elberfeld, Düsseldorf, Krefeld et d'autres villes ; certains seront ensuite en résidence surveillée durant deux ans. La FVdG connaît une forte répression du gouvernement. Alors que les réunions syndicales ordinaires sont interdites, les autorités à Düsseldorf empêchent les répétitions de la chorale syndicaliste. Un autre problème pour le syndicat est la mobilisation de beaucoup de ses membres pour la guerre. La moitié des ouvriers du bâtiment de Berlin, la majorité des membres de la FVdG, sont contraints au service militaire. Dans certains endroits, cela concerne tous les membres.
La FVdG n'est pas en mesure de s'opposer fortement. Aussitôt après la déclaration, elle essaie de maintenir les manifestations contre la guerre qui sont stériles. Aucune action ouvrière ne semble possible, même si le syndicat des charpentiers proteste contre le travail le dimanche. Dans le même temps, la FVdG reçoit du soutien de l'étranger. Une fraction de l'USI en Italie menée par Armando Borghi, une minorité antimilitariste au sein de la CGT, le syndicat néerlandais NAS et des syndicalistes espagnols, suédois et danois s'accordent avec la FVdG dans leur opposition à la guerre.
Avec la prolongation de la guerre, la lassitude gagne l'Allemagne. Les premières grèves depuis la guerre ont lieu en 1915, elles croissent en nombre de déclarations et de participants. Le rôle des syndicats comme intermédiaire entre les patrons et les travailleurs amène rapidement à des conflits entre la base et les représentants syndicaux ; de même, les membres des syndicats libres ne sont pas présents. Le groupe parlementaire du SPD est divisé pour savoir s'il doit continuer à soutenir l'effort de guerre. La révolution de Février 1917 en Russie est considérée par la FVdG comme une expression de la volonté du peuple pour la paix. Les syndicalistes insistent sur le rôle de la grève générale dans cette révolution. Lors de la révolution d'Octobre, la publication qu'allait distribuer la FVdG est saisie.
Certaines sources affirment que la FVdG a une certaine influence sur les grèves dans l'industrie de l'armement en février ou mars 1918, cependant elle est véritable en décembre 1918. Le 14 de ce mois, Fritz Kater crée Der Syndikalist en succession de Die Einigkeit. Il organise une conférence le 26 et 27 décembre à Berlin qui réunit 33 délégués de 43 comités locaux. Ils décrivent les difficultés durant la guerre et notent avec fierté que la FVdG est le seul syndicat qui a refusé les nouvelles conditions politiques, fidèle à ses principes contre l'État et internationalistes. Ils réaffirment leur antiparlementarisme et refusent donc l'Assemblée nationale de Weimar.
Au printemps 1919, Karl Roche écrit pour la FVdG Que veulent les syndicalistes ? Programme, objectif et moyen de l'Association libre des syndicats allemands. Il reprend les idées et les slogans développés durant la guerre selon lesquels le parlementarisme gêne et déroute les prolétaires de la lutte de la classe. Le programme appelle à la dictature du prolétariat, tout comme le Parti communiste d'Allemagne (KPD) et l'Internationale Communiste d'Allemagne (de). Fin 1918-début 1919, la FVdG joue un rôle important dans le mouvement social de la Ruhr, les mineurs sont très impliqués. Les militants, en particulier Carl Windhoff, prononcent des discours lors des manifestations. Une grève générale commence le 1er avril, à laquelle appellent la FVdG, le KPD et le Parti social-démocrate indépendant d'Allemagne (USPD). Jusqu'à trois quarts des mineurs participent à cette grève jusqu'à sa répression fin avril par le gouvernement SPD. Après cette grève et la dissolution de l'union des mineurs, la FVdG reçoit de nouveaux membres de la Ruhr convaincus par la critique des syndicats centralisateurs et bureaucratiques, l'action directe et le faible coût de l'adhésion. Cela aboutit à un changement de la composition de la FVdG. En août 1919, elle compte 60 000 membres.

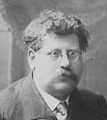
Rudolf Rocker.

La fin de la collaboration entre la FVdG et les partis politiques a lieu après que Paul Levi, opposant déclaré aux syndicats, soit élu à la tête du KPD. Rudolf Rocker, un communiste libertaire et élève de Krotopkine, adhère à la FVdG en mars 1919 au retour de son exil à Londres. Augustin Souchy adhère aussi. Ils gagnent une influence avec leur opposition au marxisme et convainquent de limiter la collaboration avec le KPD.
Cependant la section de Rhénanie et de Westphalie de la FVdG fusionne avec des petits syndicats communistes pour créer en septembre 1919 l'Union des travailleurs libres (Freien Arbeiter-Union, FAU). Les syndicalistes de la FVdG conçoivent le potentiel de la FAU. Le programme de la FAU est le résultat d'un compromis avec les syndicats membres de l'Union, qui reflète aussi l'influence considérable de la FVdG.
L'association de Rhénanie et de Westphalie est maintenue. Le douzième congrès de la FVdG devient le congrès fondateur de l'Union libre des travailleurs d'Allemagne (Freie Arbeiter-Union Deutschlands, FAUD). La FAUD rejette les concepts et les idées marxistes, comme la dictature du prolétariat. La plupart des communistes, y compris Karl Roche, s'opposent à cette transformation et fonderont l'Allgemeinen Arbeiter-Union Deutschlands (AAUD).

## Source, notes et références
- (de) Cet article est partiellement ou en totalité issu de l’article de Wikipédia en allemand intitulé « Freie Arbeiter-Union Deutschlands » (voir la liste des auteurs).